# 斜堆
斜堆（英語：Skew heap）是左偏树的一个变种。斜堆是一棵保持堆有序的二叉树，但是它不满足左偏性质，或者说斜堆根本就没有“距离”这个概念——它不需要记录任何一个节点的距离。从结构上来说，所有的左偏树都是斜堆，但反之不然。

## 定义
- 仅有一个节点的树为斜堆；
- 两个斜堆合并的结果仍为斜堆。

## 合并操作
斜堆合并操作的递归合并过程和左偏树完全一样。假设我们要合并 A 和 B两个斜堆,且 A 的根节点比 B 的根节点小,我们只需要把 A 的根节点作为合并后新斜堆的根节点,并将 A 的右子树与 B 合并。由于合并都是沿着最右路径进行的,经过合并之后,新斜堆的最右路径长度必然增加,这会影响下一次合并的效率。所以合并后，通过交换左右子树,使整棵树的最右路径长度非常小（这是启发规则）。然而斜堆不记录节点的距离,在操作时,从下往上,沿着合并的路径,在每个节点处都交换左右子树。通过不断交换左右子树,斜堆把最右路径甩向左边了。

### 递归实现合并
- 比较两个； 设p是具有更小的root的键值的堆，q是另一个堆，r是合并后的结果堆。
- 令r的root是p（具有最小root键值），r的右子树为p的左子树。
- 令r的左子树为p的右子树与q合并的结果。

举例。合并前：

合并后

### 非递归合并实现
- 把每个的每棵（递归意义下）最右子树切下来。这使得得到的每棵树的右子树均为空。
- 按root的键值的升序排列这些树。
- 迭代合并具有最大root键值的两棵树：
  - 具有次大root键值的树的右子树必定为空。把其左子树与右子树交换。现在该树的左子树为空。
  - 具有最大root键值的树作为具有次大root键值树的左子树。

举例：